# Sarawan
Sarawan (perski: سراوان) – miasto w Iranie, w ostanie Sistan i Beludżystan. W 2006 roku miasto liczyło 58 652 mieszkańców w 10 078 rodzinach.
W historii najnowszej geopolityczne położenie miasta Sarawan w południowo-wschodnim Iranie, przyległość do subkontynentu indyjskiego przyciągnęło uwagę krajów europejskich podczas rywalizacji o kontrolę i dominację w Indiach za dynastii Kadżarów i Pahlawi. Miasto z koszarami dla wojska, stało się jednym z najważniejszych regionów, podczas kształtowania współczesnych granic Iranu. 
W dolinach regionu Sarawan odkryto liczne przykłady sztuki naskalnej w formie piktogramów i petroglifów, datowane od czasów prehistorycznych po islamskie. 